# Říjen 2019
Toto je archivovaný článek z portálu Aktuality.

## Říjen

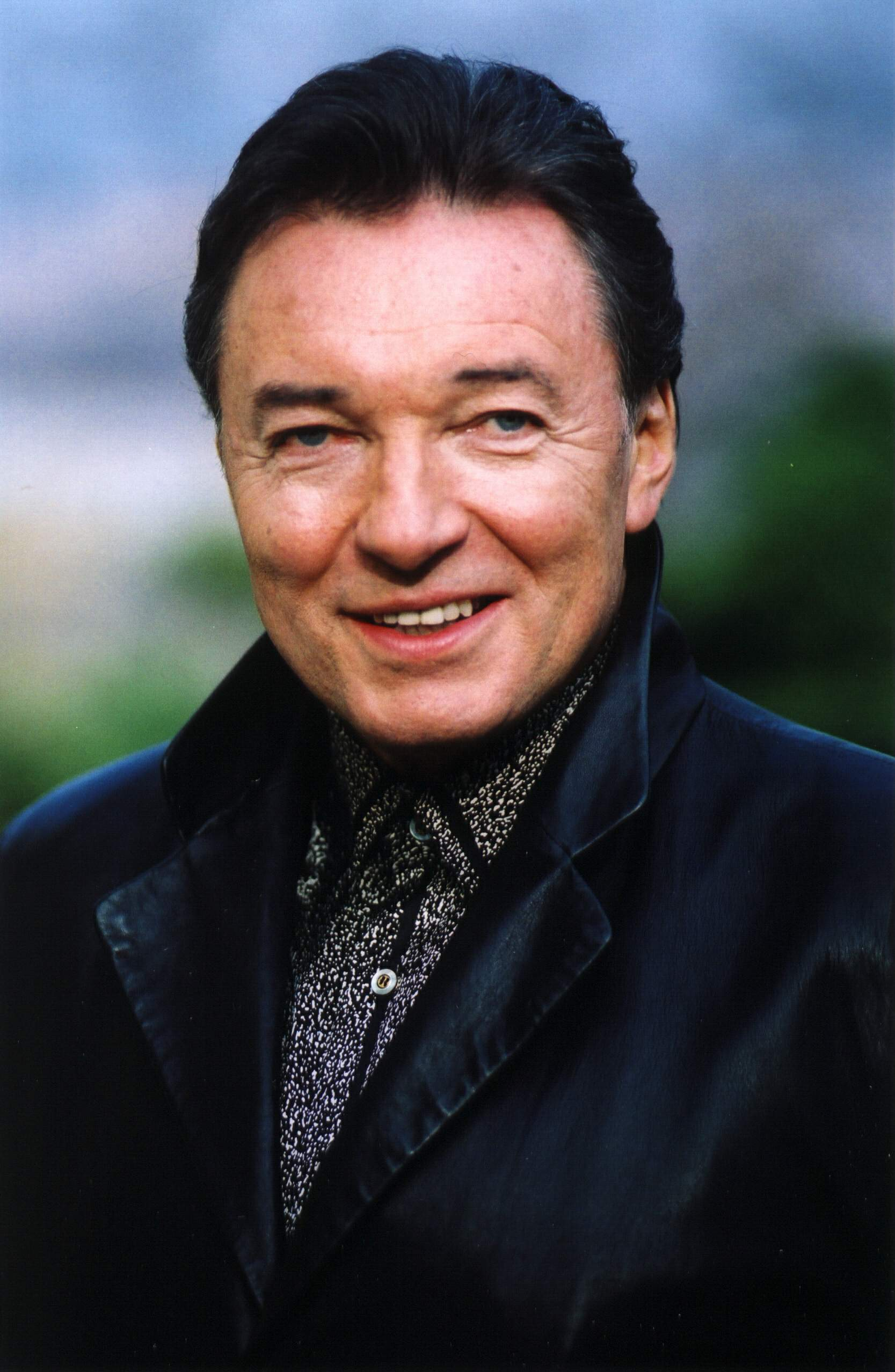
Karel Gott

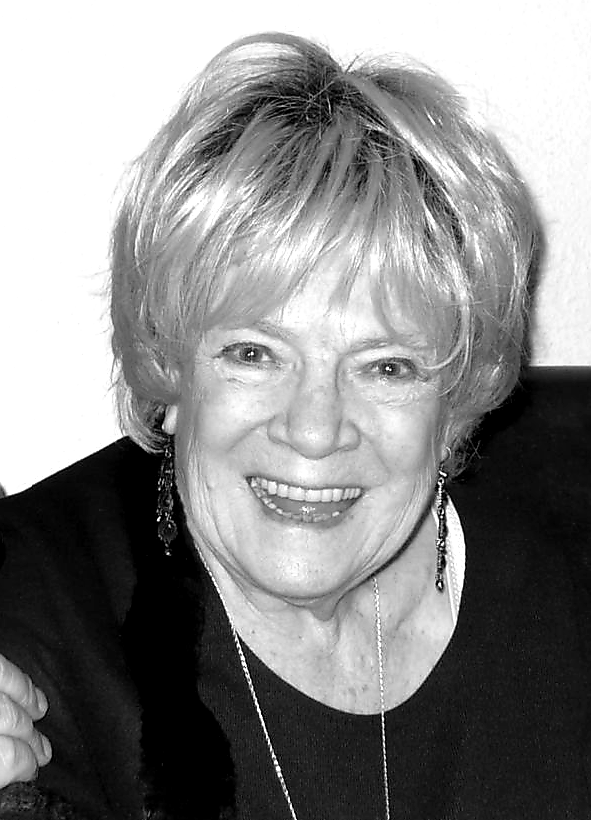
Vlasta Chramostová

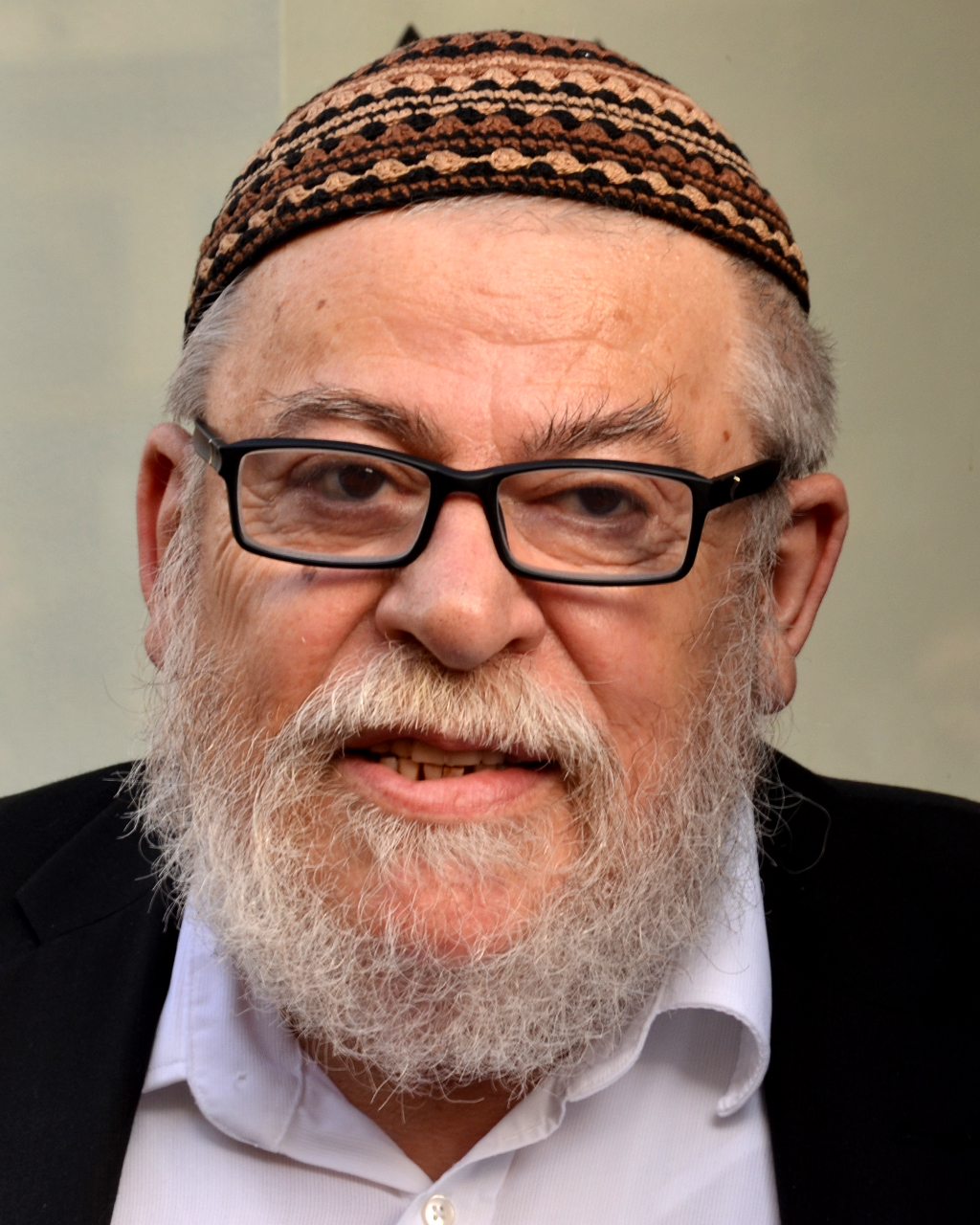
Karol Sidon

1. října − úterý
 Krátce před půlnocí zemřel ve věku 80 let zpěvák Karel Gott (na obrázku).
 Ústavní soud České republiky zamítl stížnost části klientů zkrachovalé stavební společnosti H-System. Domy bývalých klientům společnosti tak budou prodány jako součást konkurzní podstaty.
 Peruánský prezident Martín Vizcarra rozpustil opozicí ovládaný parlament. V zemi propukla ústavní krize, když parlament jmenoval viceprezidentku Mercedes Aráozovou dočasnou hlavou státu.
2. října − středa
 Severní Korea odpálila balistickou střelu z paluby ponorky v Japonském moři.
 Historický bombardér Boeing B-17 Flying Fortress se zřítil poblíž města Hartford ve státě Connecticut. Sedm lidí nehodu nepřežilo.
3. října − čtvrtek

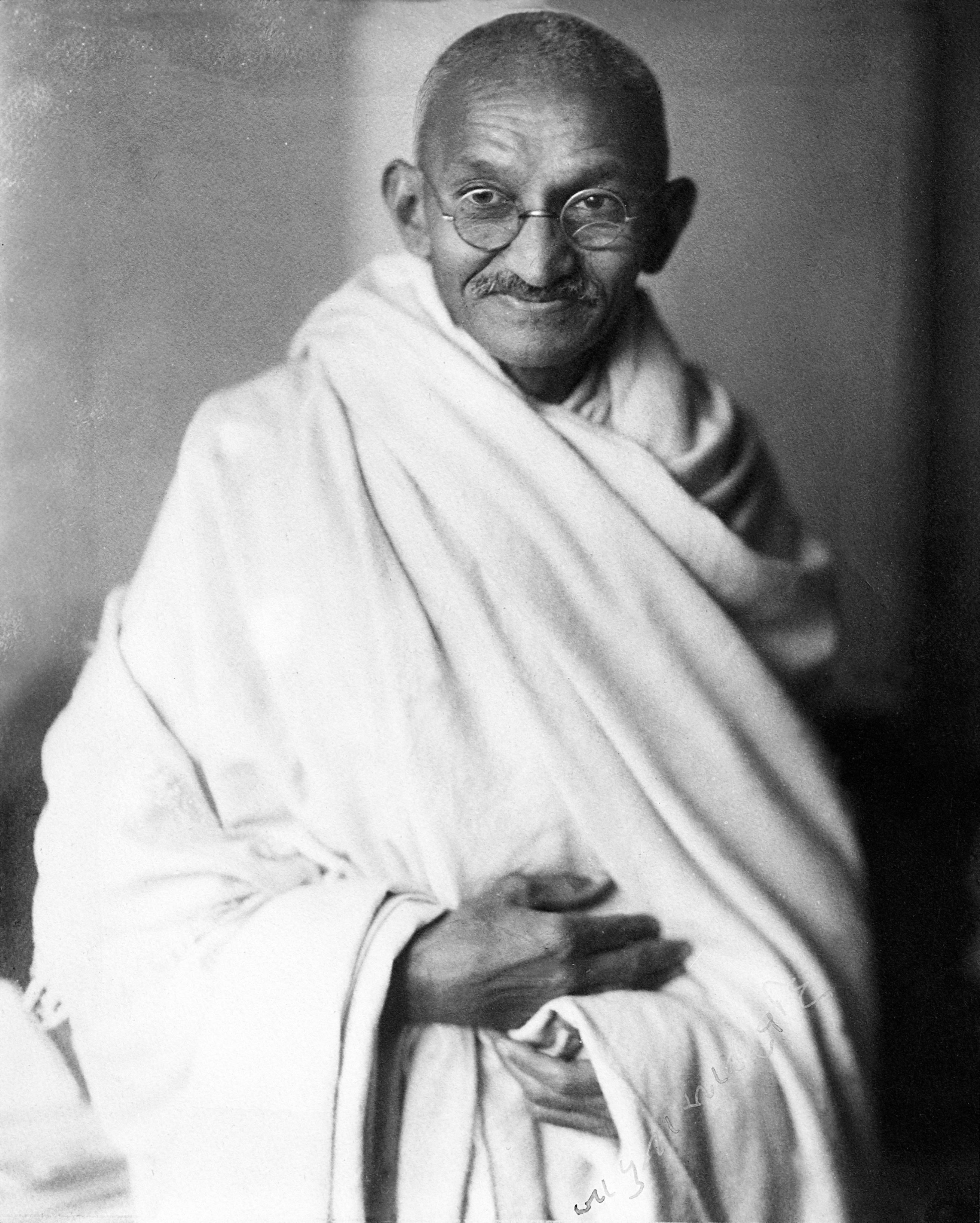
Mahátma Gándhí

 Neznámí zloději ukradli ostatky státníka Mahátmy Gándhího (na obrázku) a poškodili výzdobu památníku ve státě Madhjapradéš.
 Pět lidí bylo zabito poté, co zaměstnanec pařížské policejní prefektury napadl nožem své kolegy.
 Nejméně 18 mrtvých si vyžádaly protivládní demonstrace v Iráku. Hranice s Íránem byla uzavřena. V několika městech včetně Bagdádu byl vyhlášen zákaz vycházení.
 Ekvádorský prezident Lenín Moreno vyhlásil v zemi výjimečný stav.
4. října − pátek
 Podle zprávy Centers for Disease Control and Prevention zemřelo v USA nejméně 18 lidí v souvislosti s užíváním elektronických cigaret.
 Americký prezident Donald Trump podepsal zařazení občanů Polska do programu bezvízového styku. Poláci byli přitom jedni z posledních občanů Evropské unie, kteří museli žádat o víza i pro krátkodobé cesty do USA.
 Nákladní An-12 se zřítil do lesa při pokusu o nouzové přistání na Letišti Daniela Haličského ve Lvově. Pět lidí na palubě zahynulo, tři jsou těžce zraněni.
5. října − sobota
 Nejméně 70 mrtvých si vyžádaly protivládní demonstrace v Iráku. V několika městech včetně Bagdádu byl vyhlášen zákaz vycházení.
6. října − neděle
 Ve věku 92 let zemřela herečka Vlasta Chramostová.
7. října − pondělí
 Americký prezident Donald Trump změnil svůj postoj a oznámil, že americká armáda nebude bránit tureckým ozbrojeným silám v akci proti kurdským spojeneckým jednotkám, svým bývalým spojencům na severu Sýrie.
 Nobelovu cenu za fyziologii nebo lékařství získali američtí vědci William G. Kaelin Jr., Peter J. Ratcliffe a Gregg L. Semenza za podrobný popis reakce živočišných buněk s kyslíkem na různých koncentračních hladinách. Práce přinesla řadu možných praktických aplikací pro boj s anémií, rakovinou a dalšími chorobami.
8. října − úterý

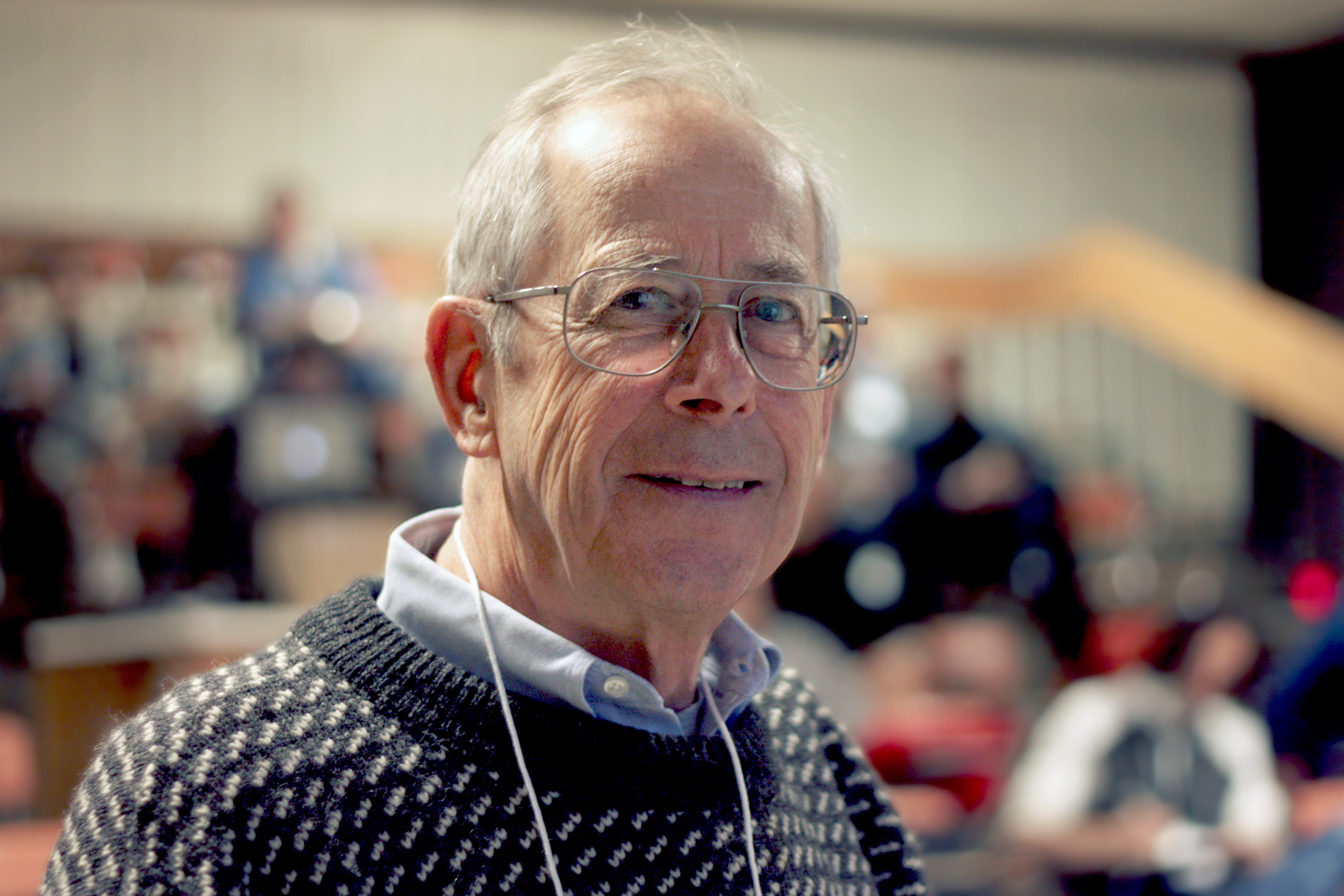
James Peebles

 Nobelova cena za fyziku byla udělena Jamesi Peeblesi (na obrázku) za teoretické objevy ve fyzikální kosmologii a Michelu Mayorovi a Didieru Quelozovi za objev exoplanety obíhající kolem hvězdy slunečního typu.
9. října − středa
 Nobelova cena za chemii byla udělena John B. Goodenoughovi, M. Stanley Whittinghamovi a Akiru Jošinovi za konstrukci lithium-iontového akumulátoru.
 Turecko zahájilo vojenskou operaci proti pozicím Syrských demokratických sil v severovýchodní Sýrii.
 Nejméně dva lidé byli zabiti při útoku na synagogu a prodejnu kebabu v německém městě Halle.
 Raul Chadžimba byl inaugurován prezidentem Abcházie.
10. října − čtvrtek
 Švédská akademie udělila po roční pauze Nobelovy ceny za literaturu. Laureáty ocenění se stali polská spisovatelka Olga Tokarczuková za rok 2018 a rakouský spisovatel Peter Handke za rok 2019.
 Rumunský parlament vyslovil nedůvěru sociálnědemokratické vládě Vioriky Dancilaové.
11. října – pátek
 Nobelova cena za mír byla udělena Abiyu Ahmedovi (na obrázku) za uzavření mírové dohody mezi Etiopií a Eritreou.
 Ve věku 85 let zemřel sovětský kosmonaut Alexej Leonov, který během mise Voschod 2 jako první člověk vystoupil do vesmíru, a účastník mise Sojuz-Apollo.
12. října – sobota
 Keňský atlet Eliud Kipchoge se stal prvním člověkem, který uběhl maraton za méně než dvě hodiny. Výsledek však nebyl dosažen při závodu, proto se nestal světovým rekordem.
13. října – neděle
 Volby do Polského parlamentu by mohla vyhrát podle exit pollu s 43,6 % strana Právo a spravedlnost.
14. října – pondělí

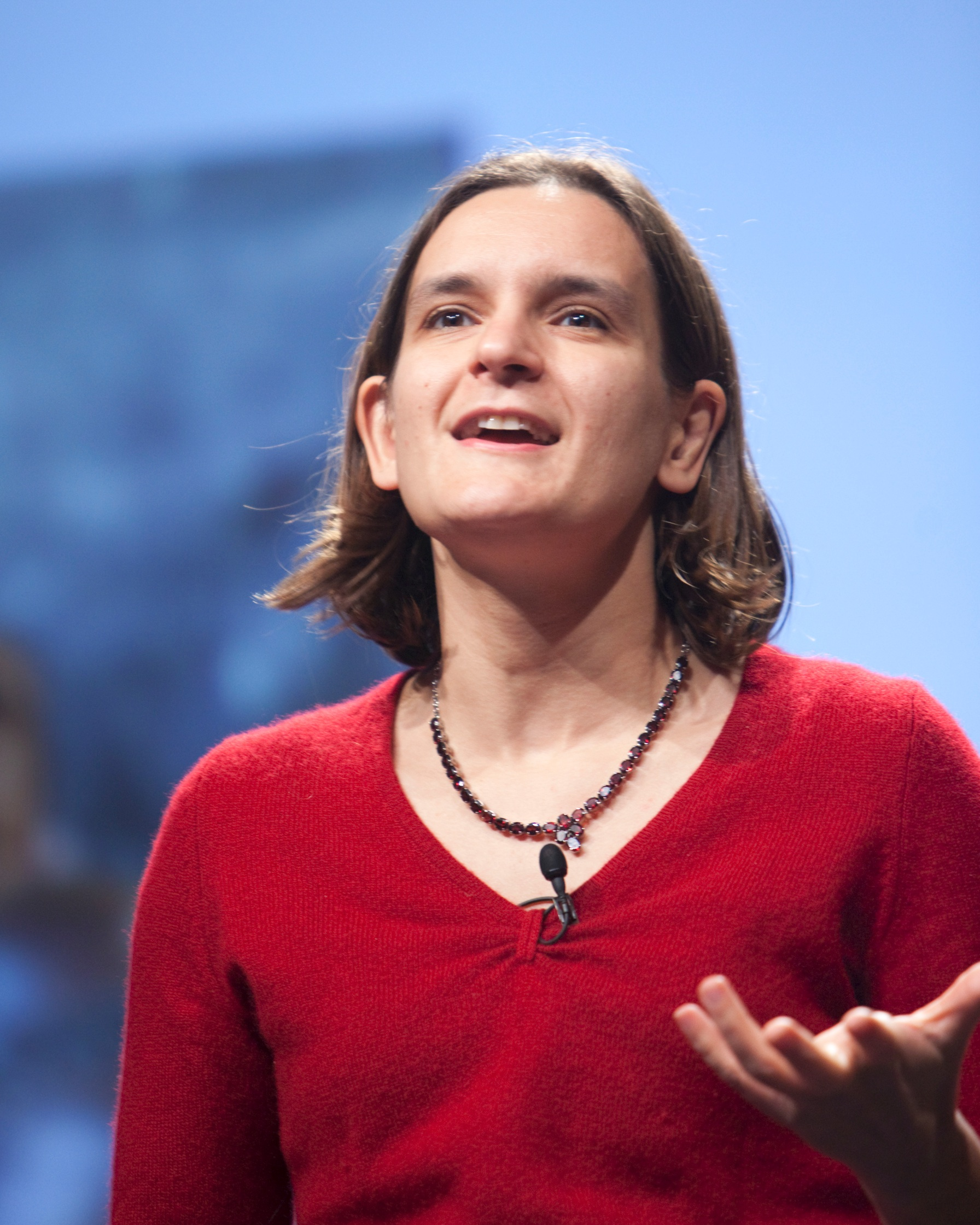
Esther Duflová

 Nobelovu cenu za ekonomii získala americko-francouzská trojice Abhijit Banerjee, Esther Duflová (na obrázku) a Michael Kremer za experimentální přístup ke zmírnění chudoby ve světě.
 Silný tajfun Hagibis zasáhl během víkendu centrální a východní část Japonska, především ostrov Honšú a město Nagano. Bylo ohlášeno minimálně 48 obětí na životech a 100 zraněných.
 V prezidentských volbách v Tunisku zvítězil univerzitní profesor Kaís Saíd, konzervativní zastánce trestu smrti, kriminalizace homosexuality a trestů za veřejné projevy citů nesezdanými páry.
15. října – úterý
 Ústavní soud České republiky zrušil zdanění církevních restitucí, které schválila Poslanecká sněmovna Parlamentu České republiky.
 Americký prezident Donald Trump vyzval tureckého prezidenta Recepa Tayyipa Erdogana k okamžitému zastavení bojů proti kurdským jednotkám YPG na severovýchodě Sýrie.
16. října – středa
 V Praze a Brně protestovaly stovky lidí proti turecké invazi do Sýrie, za podporu Kurdů a za zákaz vývozu zbraní do Turecka.
 Okresní soud v Náchodě rehabilitoval politického vězně Pavla Wonku, který v roce 1988 zemřel ve vězení.
17. října – čtvrtek
 Americký viceprezident Mike Pence a turecký prezident Erdoğan zveřejnili dohodu na třídenním přerušení bojů mezi tureckými silami a kurdskými milicemi YPG.
18. října – pátek
 Přes 500 000 lidí protestovalo v Barceloně proti rozsudkům nad katalánskými separatistickými politiky.
 Při výbuchu v mešitě v afghánské provincii Nangarhár zemřelo nejméně 62 lidí a 36 jich bylo zraněno.
19. října – sobota
 Dolní komora britského parlamentu se rozhodla odložit souhlas s novou dohodou o brexitu. 
20. října – neděle
 Operace Pramen míru: Kurdské jednotky YPG se stáhly z obklíčeného města Rás al-Ajn, zatímco se americké ozbrojené síly stáhly na základny v sousedním Iráku.
 Karol Sidon (na obrázku) obdržel Státní cenu za literaturu.
21. října – pondělí
 Při výbuchu granátu ve Vyškově byli zraněni tři vojáci, z nich jeden těžce.
 Úřad pro kulturu a turismus v Abú Zabí oznámil archeologický nález nejstarší dochované perly na světě, staré 8000 let.
22. října – úterý
 Ruský prezident Vladimir Putin a jeho turecký protějšek Recep Tayyip Erdoğan oznámili dosažení dohody na zastavení bojů v severní Sýrii. Na stažení kurdských milic z oblasti poblíž turecké hranice budou dohlížet společné rusko-turecké hlídky.
 Na Chryzantémový trůn byl slavnostně uveden nový japonský císař Naruhito.

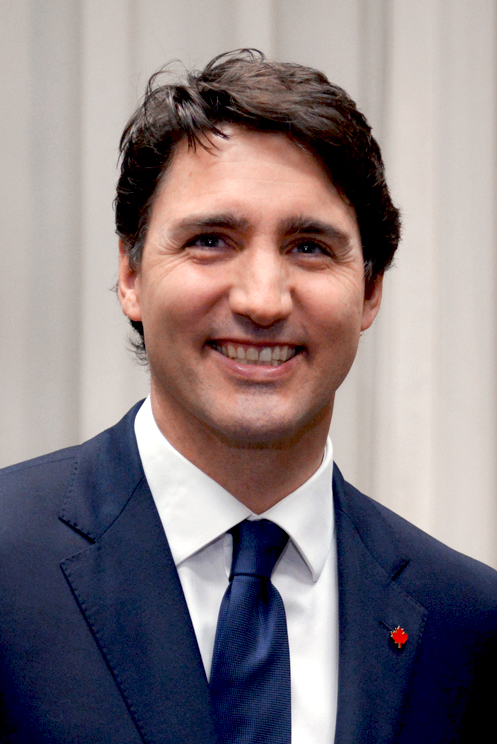
Justin Trudeau

23. října – středa
 V kanadských parlamentních volbách opakovaně zvítězila Liberální strana premiéra Justina Trudeaua (na obrázku), ale získala pouze 157 ze 338 poslaneckých mandátů a ztratila tak dosavadní absolutní většinu parlamentních hlasů. 
24. října – čtvrtek
 Ostatky španělského diktátora Francisca Franca byly exhumovány a přemístěny z Údolí padlých na hřbitov na madridském předměstí El Pardo.
 V chladírenském kamionu odstaveném v průmyslové zóně na jihovýchodě Anglie bylo nalezeno 39 mrtvých osob čínské národnosti. Hlavním podezřelým je severoirský řidič, který kamion do Británie převezl z Evropy.
25. října – pátek
 Rozsáhlé lesní požáry v americkém státě Kalifornie zničily již 120 km² porostů, bylo evakuováno přes 50 000 obyvatel. Požár se nedaří dostat pod kontrolu vzhledem k horkému silnému větru a mnohdy nepřístupnému terénu.
26. října – sobota

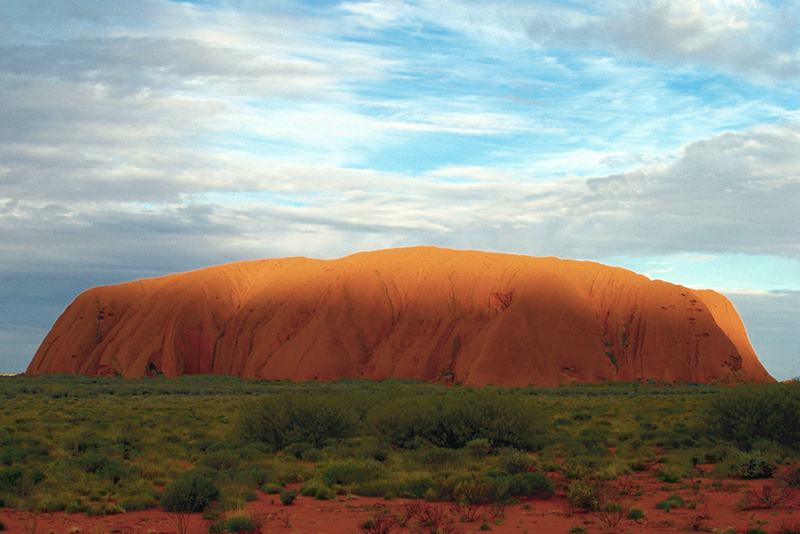
hora Ulruru

 Národní park Uluru-Kata Tjuta uzavřel lezeckou stezku na vrchol posvátné hory Uluru (na obrázku) v australském Severním teritoriu.
27. října – neděle
 Americký prezident Donald Trump potvrdil smrt vůdce teroristické organizace Islámský stát, známého pod přezdívkou Abú Bakr al-Bagdádí, během operace amerických speciálních sil v syrské provincii Idlib.
 Zlatý poklad Inků bude vystaven v Brně, čímž poprvé opustí hranice Peru.
28. října – pondělí
 Prezident Miloš Zeman vyznamenal příležitosti 101. výročí vzniku Československa celkem 42 osobností včetně bývalého prezidenta Václava Klause nebo průmyslníka Jana Antonína Bati.
 Evropská unie schválila odklad Brexitu do ledna 2020.
 Alberto Fernández z opoziční Justicialistické strany byl zvolen prezidentem Argentiny.
 Česko si připomíná 101. výročí založení 1. Československé republiky (1918). Oslavy začaly pietním aktem v Praze na Vítkově.
29. října – úterý
 Společnost PPF, většinově vlastněná Petrem Kellnerem, koupila společnost CME vlastnící televizní stanice Nova a Markíza.
 Libanonský premiér Saad Harírí oznámil, že kvůli rozsáhlým protestům v zemi rezignuje na svou funkci.
30. října – středa
 Městský soud v Praze rehabilitoval bývalého politického vězně generála Milana Píku.
31. října – čtvrtek

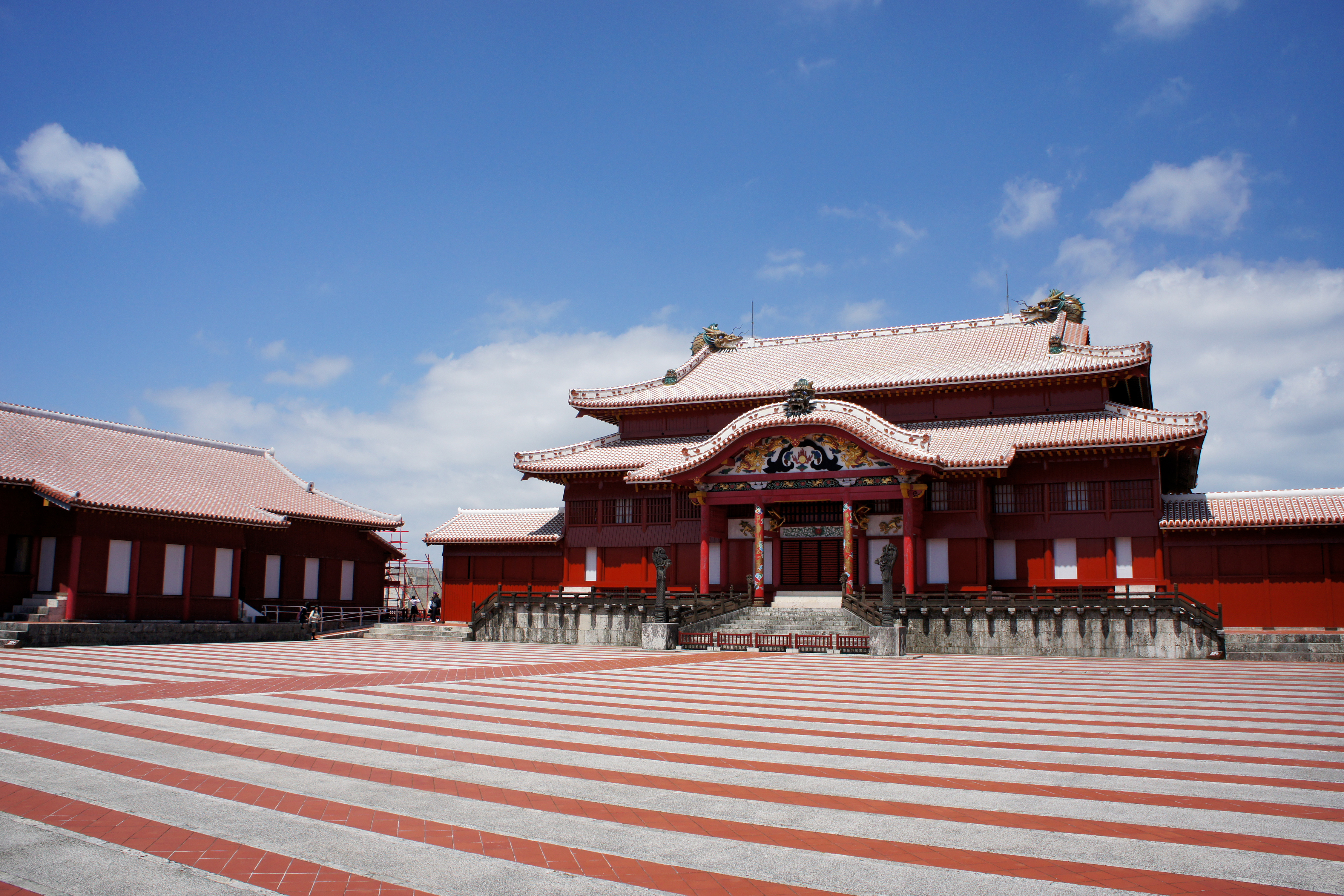
Hrad Šuri

 Při rozsáhlém požáru shořel více než 500 let starý Hrad Šuri (na obrázku), který je na seznamu světového dědictví UNESCO.
 Při požáru vlaku v Pákistánu jedoucího z Karáčí do Rávalpindí zemřelo nejméně 74 lidí.
 Indická vláda oficiálně zrušila autonomní status státu Džammú a Kašmír. Území státu bylo rozděleno na svazová teritoria Džammú a Kašmír a Ladak. V oblasti nadále platí výjimečný stav.